# Статуя Атланта (Нью-Йорк)
Статуя Атланта — бронзовая статуя в стиле ар-деко перед Рокфеллер-центром в центре Манхэттена, Нью-Йорк, перед Пятой авеню, напротив собора Святого Патрика. Скульптура изображает древнегреческого титана Атланта, поддерживающего небеса. Она была создана скульпторами Ли Лори (англ. Lee Lawrie) и Рене Полем Чембеланом (англ. Rene Paul Chambellan) и установлена в 1937 году.
Скульптура в стиле арт-деко, как и весь Рокфеллер-центр. Высота скульптуры 4,57 метров, с постаментом — 13,5 метров, высотой с четырёхэтажное здание. Она весит семь тонн и является самой крупной скульптурой в Рокфеллер-центре. Ось север-юг армиллярной сферы на плечах титана указывает на Полярную звезду, которую видно из Нью-Йорка.
Когда Атлант был открыт в 1937 году, некоторые люди протестовали, утверждая, что статуя похожа на Муссолини. Позже художник Джеймс Монтгомери Флэгг (англ. James Montgomery Flagg) описал это так: «Статуя очень похожа на то, как Муссолини представляет самого себя».
Из-за названия романа Айн Рэнд «Атлант расправил плечи» статую часто ассоциируют с движением объективистов, однако она появилась раньше, чем возникло движение.